# Міський (стадіон, Любін)
Міський стадіон у Любіні (пол. «Stadion Miejski w Lubinie») — футбольний стадіон у місті Любін, Польща, домашня арена місцевого «Заглембє».
Стадіон відкритий 2009 року, однак добудований був лише у 2010 році. З часу відкриття до 2012 року носив назву «Діалог Арена», пов'язану із укладенням спонсорського контракту з однойменною телекомунікаційною компанією. Арена побудована на місці старого стадіону місткістю 35 000 глядачів, спорудженого у 1985 році. 
Стадіон є сучасною футбольною ареною з полем із натуральним газоном, трибунами під дахом, максимально близько наближеними до ігрового поля, сучасною системою освітлення, яка складається зі 150 прожекторів. На головній трибуні розміщений інформаційний центр, до якого входять конференц-зал, прес-центр, дві телевізійних студії, 10 столів для преси, 10 робочих столів та 3 місця для коментаторів, а також платформи для камер. Всі місця на трибунах поділені на категорії. 